# Pictures at an Exhibition (Mekong Delta)
Pictures at an Exhibition è il settimo album in studio del gruppo musicale Mekong Delta, pubblicato il 1997.

## Tracce
1. Promenade – 5:05
2. Gnomus – 4:49
3. Interludium – 2:11
4. Il vecchio castello – 5:01
5. Interludium – 4:23
6. Tuileries (Dispute d'enfants après jeux) – 2:34
7. Bydtlo – 4:25
8. Interludium – 2:37
9. Ballet of the Unhatched Chicks – 7:34
10. "Samuel" Goldenberg and "Schmuyle" – 5:03
11. Promenade – 3:13
12. Limoges: Le Marché (La Grande Nouvelle) – 1:21
13. Catacombae (Sepulcrum Romanum) – 4:18
14. Lingua Mortis – 0:51
15. The Hut on Chicken's Legs – 3:59
16. The Heroic Gate (In the Old Capital of Kiev) – 0:25

## Formazione
- Uwe Baltrusch - chitarra
- Ralph Hubert - basso, chitarra
- Peter Haas - batteria, percussioni